# Betty's Dream Hero
Betty's Dream Hero è un cortometraggio del 1915 diretto da Robert Z. Leonard, tratto dal lavoro teatrale di DeWitt Cochrane.

## Produzione
Prodotto da Carl Laemmle con l'Universal Film Manufacturing Company

## Distribuzione
Il film fu distribuito dall'Universal Film Manufacturing Company e uscì nelle sale il 7 luglio 1915.